# Chiesa di San Marco Evangelista (Camposampiero)
La chiesa di San Marco Evangelista è un luogo di culto cattolico situato a Camposampiero, in provincia di Padova, e afferisce alla diocesi di Padova, più precisamente al vicariato del Graticolato (San Giorgio delle Pertiche - Villanova di Camposampiero).
Sorge sulla riva destra del fiume Vandura, di fronte alla chiesa dei Santi Pietro e Paolo, e assieme costituiscono le due chiese parrocchiali di Camposampiero, condizione peculiare per un centro abitato, dove amministrativamente confinano le diocesi di Treviso e di Padova.

## Storia

### Secoli XII-XVI
Le prime notizie della chiesa, nota originariamente come San Marco di Campo Orcone o Campo Arcone (antico nome del fiume Vandura), risalgono intorno al XII secolo, quando venne citata per la prima volta nel 1190 nel testamento di Gherardino di Camposampiero. 
Similmente alla chiesa dei Santi Pietro e Paolo, l'edificio era posto all'incrocio tra l'antica via Aurelia e un decumano minore e presentava probabilmente un orientamento diverso rispetto alla struttura attuale, con l'abside rivolta allora verso il fiume Vandura.
Inizialmente posta sotto la parrocchia di Santa Giustina in Colle, non sembra avere una presenza di sacerdoti stabili, almeno fino al 1320-1330.

### Secoli XV-XVI
Nel corso del Quattrocento l'edificio venne ricostruito con dimensioni maggiori e cambiandone l'orientamento (rimasto poi fino ai giorni nostri).
L'inizio della costruzione è attestata al 1450 e venne conclusa con la consacrazione del 1496. La struttura presentava una pianta a croce latina, dotata di un'unica navata, tetto a capanna e travi decorata, con la facciata caratterizzata dalla presenza di una piccola finestra circolare, completata da una cupola affrescata sovrastante il presbiterio.
All'interno l'aula risultava di lunghezza inferiore, di qualche metro, a quella odierna, così come il presbiterio che terminava più o meno dove oggi è la gradinata dell'altare maggiore.
Dalle annotazioni a seguito delle visite pastorali si ricavano informazioni sull'evoluzione della struttura e dei suoi arredi interni, nonché della comunità cristiana ad essa correlata, come la quantità di fedeli che nel tempo facevano capo alla parrocchia, che nel 1454 risulta essere costituita da 12 famiglie, sia che alla fione del secolo non era ancora parrocchiale ma, nel 1488, ancora suffraganea della parrocchia di San Giorgio delle Pertiche.
Nel 1496, termine dei lavori di ricostruzione e anno della consacrazione, la chiesa presenta tre altari: l'altare maggiore dedicato a San Marco, il laterale sinistro dedicato a Santa Lucia e il laterale destro dedicato al Corpus Christi. Resti degli affreschi di questi ultimi due altari sono oggi visibili sulla parete di fondo, ai lati dell'arco del presbiterio.
Nel 1535 la chiesa risulta dotata di sacrestia, campanile con due campane e circondata dal cimitero.
Nel 1599 gli abitanti che afferiscono alla chiesa sono 272.

### Secoli XVII-XVIII

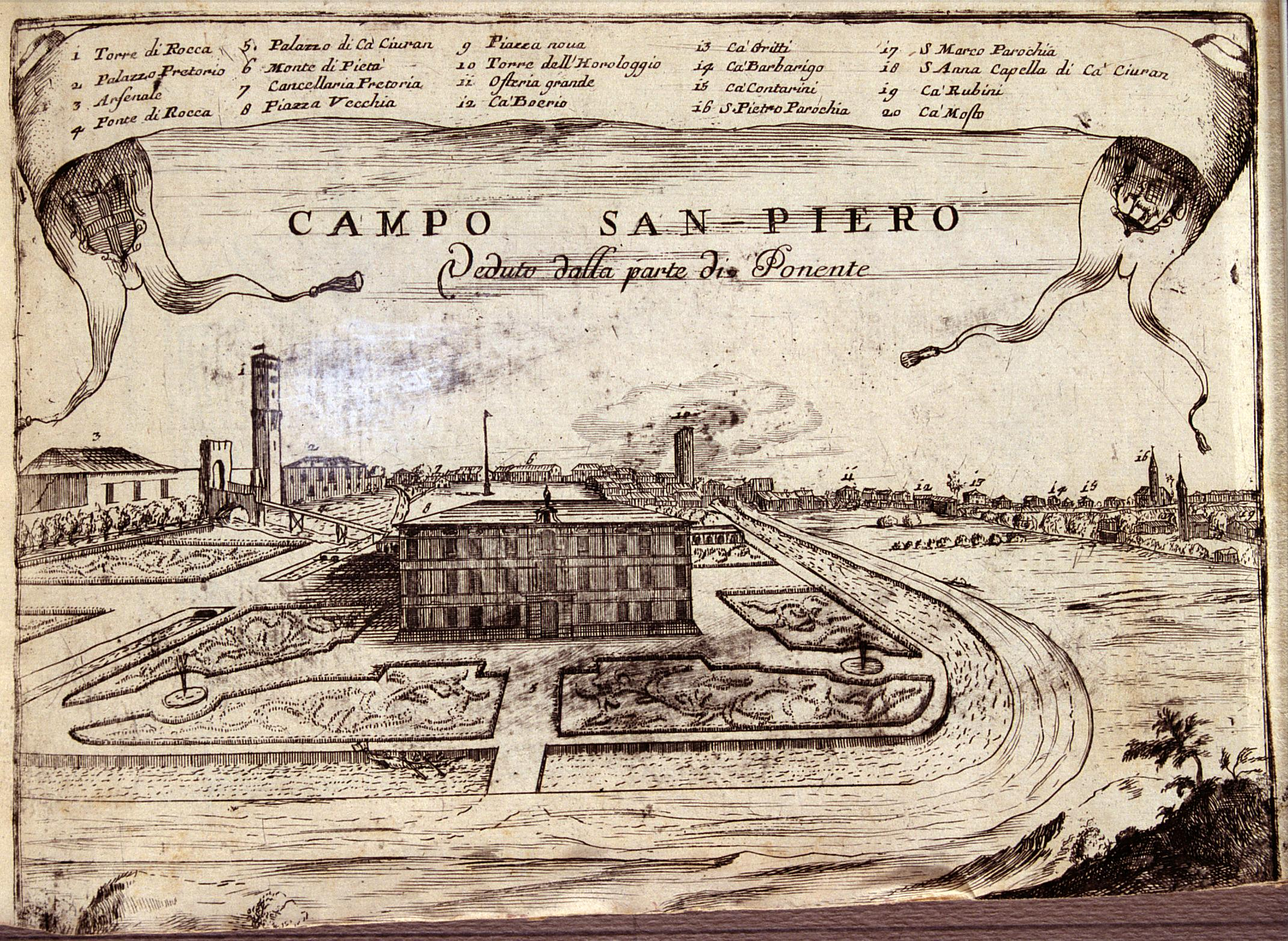
17 - Chiesa di San Marco a cavallo tra seicento e settecento (Camposampiero Veduto dalla parte di Ponente - V.M. Coronelli)

Nel 1605 Andrea Cittadella descrive la chiesa come lunga 57 m e larga 20 m, con pavimento, soffitto a tavelle, con tre altari, calici, due campane e cinque sepolture.
Nel 1618 la chiesa risulta essere nota con la titolazione San Marco di Camposampiero.
Intorno al 1673 il patrizio veneziano Vittore Bondumier, che a Camposampiero aveva acquisito proprietà e fatto erigere un palazzo padronale, finanziò l'ingrandimento della chiesa, con l'allungamento del presbiterio e la decorazione dell'edificio. A questo intervento sono ascrivibili la costruzione del controsoffitto e la possibile parziale demolizione della cupola sopra il presbiterio che, nella porzione rimasta, conserva ancora oggi antiche decorazioni sotto lo strato di calce.
Alla sua morte, il 24 ottobre 1677, Vittore Bondumier venne sepolto in chiesa, sotto il presbiterio, sulla cui pavimentazione è ancora oggi visibile la lapide.
Nel 1733 la facciata venne allungata di qualche metro fino a raggiungere la posizione e le fattezze attualmente visibili nella porzione centrale della facciata stessa.
Nel 1773 venne ricostruita la canonica e nel 1776 le cronache documentano la presenza di un organo.
L'8 luglio 1797, nel corso dell'occupazione napoleonica, la chiesa venne obbligata a donare 18 kg di argento alla Francia.

### Secolo XIX
Nel 1834 venne restaurato il campanile. Probabilmente nel corso di questo restauro, la cuspide rappresentata nella litografia del Coronelli "Camposampiero veduto dalla Parte di Ponente”, venne sostituita con l'attuale cupolino.
Nel 1837 probabilmente le due campane vennero rifuse ed il loro numero salì a quattro (compresa la campanella di richiamo).
Tra il 1837 e il 1899, la chiesa venne ampliata tramite la realizzazione di quattro cappelle:
- 1837 -  cappella parete destra-nord, edificata per volontà dei coniugi Moretti-Bonora.

Nel 1875, nella cappella venne posto l'altare dedicato a San Filomena, dedicato poi al Sacro Cuore di Gesù  nel 1949.
- 1898 - due cappelle parete sinistra, edificate per volontà di don Giovanni Maria Bianchin.

La cappella a nord ospita dal 1909 l'altare dedicato ai santi: San Giovanni Maria Vianney, Sant'Antonio, San Giuseppe, San Giovanni Bosco
La cappella a sud ospita da allora il battistero.
- 1899 cappella parete destra-sud, edificata per volontà di don Giovanni Maria Bianchin

La cappella ospita oggi un altare dedicato alla divina misericordia.
Dal 1858 non si usò più il cimitero attorno alla chiesa. Inizialmente le sepolture vennero effettuate al cimitero posteriore alla chiesa di San Pietro e Paolo e poi, dal 1908, nel cimitero comunale.

### Secoli XX-XXI
Nel 1900 si restaurò il campanile, creando una nuova finestra verso nord.
Nel 1923 si procedette all'unificazione delle cappelle, tramite demolizione delle pareti laterali, portando alla creazione delle due navate.
Venne allungato l'abside e, nel contesto di questo intervento, si procedette alla demolizione dell'altare maggiore del quale rimasero solo la mensa, il tabernacolo e il paliotto, il quale venne dotato degli angeli laterali presenti ancora oggi. Il dipinto Madonna in Trono col Bambino tra i Santi patroni della Parrocchia: San Marco Evangelista, San Giovanni Battista, San Girolamo, Sant'Antonio da Padova e San Giorgio, opera di Dario Varotari il Vecchio (1570 ca.), venne spostata dall'area absidale alla controfacciata dove è visibile ora.
Vennero poi demolite, la cantoria e l'organo, posti sopra la porta maggiore e distrutti alcuni affreschi.
Nel corso della Seconda guerra mondiale, per evitare furti o danneggiamenti, gli arredi sacri vennero sotterrati nelle tombe presso l'altare di San Valentino e sotto il pavimento della stanzetta attigua all'abside dal lato del campanile.
Nel 1943 la campana più grande e la più piccola del campanile vennero rimosse nell'ambito della requisizione voluta dal governo al fine di recuperare il metallo da convertire in armi da offesa, venendo tuttavia restituite il 10 settembre dello stesso anno.
Alle 21:30 della notte del 30 gennaio 1945 la canonica venne rasa al suolo da un bombardamento alleato. Il parroco si salvò in quanto temporaneamente ospitato in una casa per timore di bombardamenti.
I fedeli vennero invitati a partecipare alle messe recitate presso la chiesa dei Frati ma poco dopo anche quest'area venne bombardata e le funzioni vennero infine ospitate in un'abitazione privata per il periodo marzo-maggio 1945.
A conflitto concluso, nel primo dopoguerra iniziarono i lavori di ripristino degli edifici lesionati o distrutti. La canonica venne ricostruita, e inaugurata nel 1948, per poi dedicarsi all’interno della chiesa. Nel 1950 venne acquistata una nuova acquasantiera e tre anni più tardi venne rinnovato il tabernacolo con nuove porticine.
Nel 1956 venne inaugurato il prolungamento di circa un metro delle navate laterali, in direzione della facciata, che diede alla facciata l'aspetto attuale.
Nel 1966 venne inaugurato il patronato e in quello stesso anno vennero applicati degli stucchi e delle nuove tinte nelle pareti interne e al soffitto della chiesa.
La chiesa venne restaurata negli anni duemila, mettendo in luce antichi intonaci. Le operazioni hanno portato alla luce decorazioni semplici e geometriche sui pilastri, altre floreali sulle pareti. Il restauro venne effettuato modo da riprendere le tinte e le condizioni originarie delle decorazioni.

## Descrizione

### Esterno

#### Facciata
La chiesa, in stile neoromanico, presenta una facciata a salienti, decorata da quattro lesene ioniche su plinti, conclusa dal timpano circondato da una cornice aggettante. 
La facciata richiama il mondo classico con il frontone e l'architrave tripartito.
La porzione centrale della facciata risulta edificata nel corso dell'ampliamento del 1733.
Sopra al portale centrale è presente una statua che raffigura una Madonna pellegrina (1950), mentre sulla facciata, sono presenti due elementi laterali, edificati nel 1956, che ospitano le finestre delle cappelle laterali e due statue, sempre del 1956.
A destra del portone di ingresso è presente una copia del medaglione "Croce dell'omaggio a Cristo Redentore" o "Croce delle indulgenze".

#### Pareti laterali

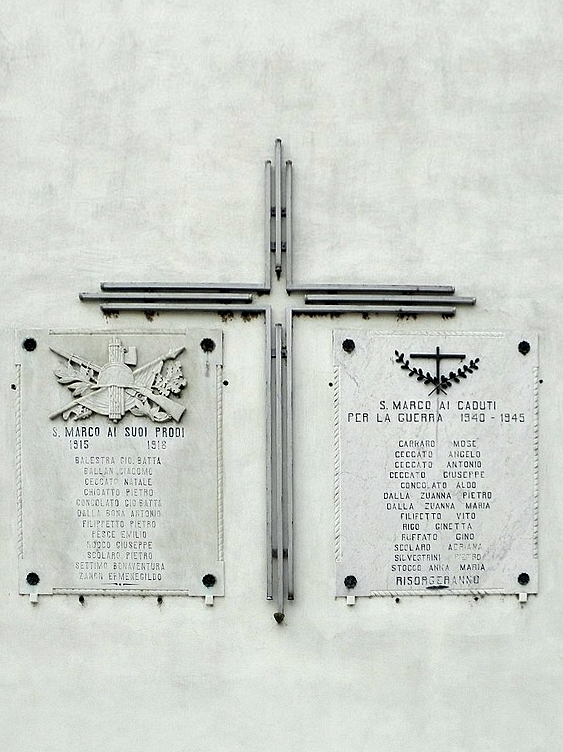
Parete est: lapidi in memoria dei concittadini caduti durante la Prima e la Seconda guerra mondiale.

Nelle pareti laterali sono presenti alcune lapidi e iscrizioni, quelle visibili ancora oggi sono:
- lapide in memoria di quattro persone (tra cui due bambini) che morirono il 26 dicembre 1944 durante un bombardamento Alleato (parete est)[13],
- lapide in memoria di Luigi Nob. Ziller (parete est),
- lapide in memoria dei caduti durante la Prima e Seconda guerra mondiale (parete est),
- lapide in memoria del sacerdote rapito Cristiano Cera di Asiago (parete ovest).[10]

#### Sagrato

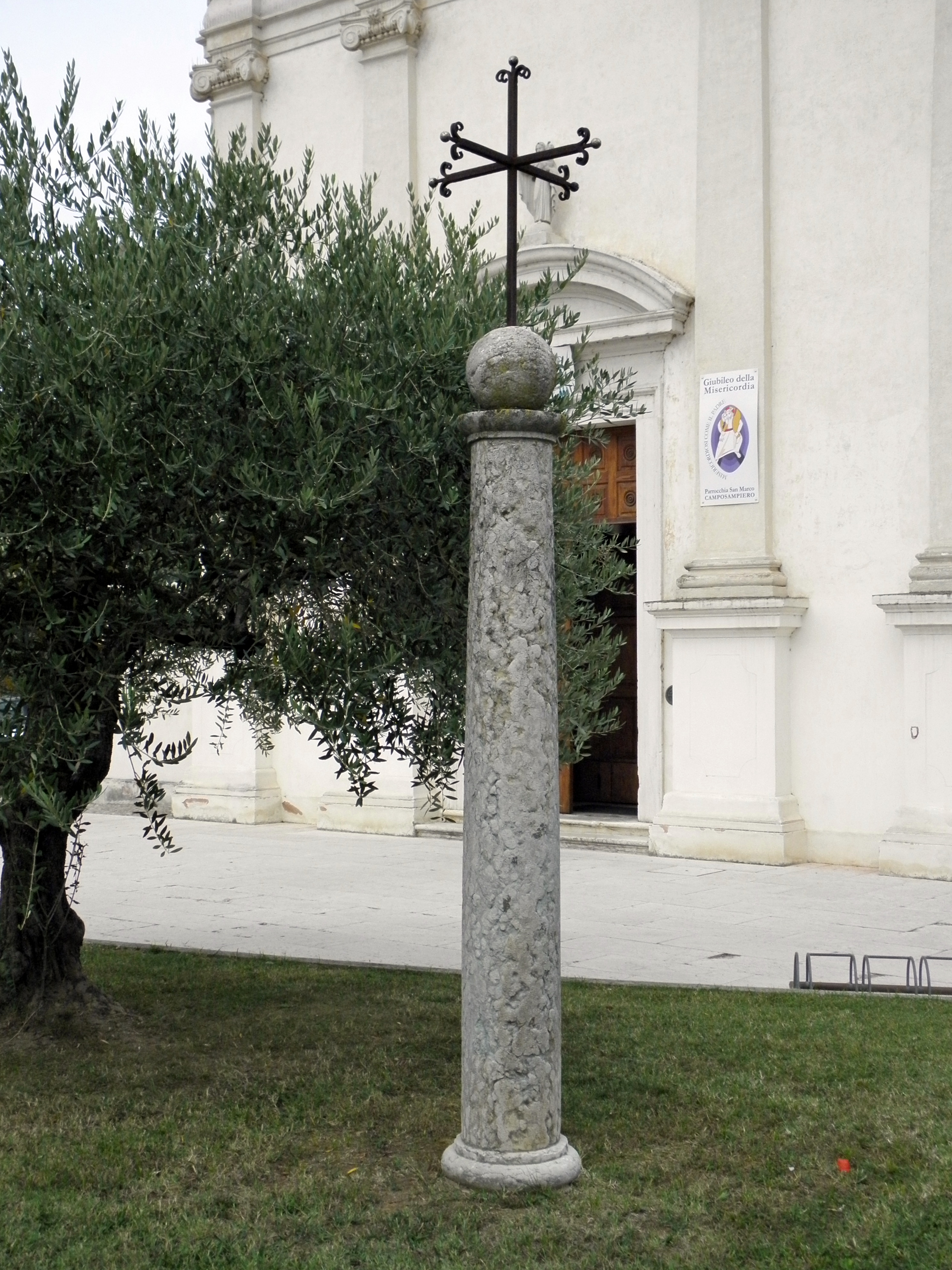
Colonna con croce dell'antico cimitero.

Sul prato antistante la facciata, è posta la colonna con la croce dell'antico cimitero dismesso nel 1858, un tempo disposto sul terreno attorno alla chiesa.

#### Adiacenze
Nella adiacenze della chiesa, lungo via Ponzian è presente un capitello (1901) dedicato a Gesù Cristo Sacramento a ricordo del sacrilegio del furto della Specie Eucaristiche della chiesa, rubate nella notte fra 28-29 novembre 1900  e ritrovate sparse lungo la via stessa.

#### Canonica
La canonica, demolita il 30 gennaio 1945 da un bombardamento alleato, venne ricostruita e inaugurata nel 1948.
Nel 1961, nella canonica venne traslata la pala di San Filomena, presente dal 1875 nella cappella a lei dedicata (oggi altare del Sacro Cuore di Gesù).

#### Campanile
Il campanile è posto in posizione nord-ovest, addossato all'edificio della chiesa.
La data di costruzione non è nota, tuttavia la prima testimonianza dell'esistenza di un campanile, dotato di due campane, risale al 21 ottobre 1535, in corrispondenza di una visita pastorale.
Nella prima immagine disponibile, il campanile viene rappresentato come dotato di cuspide, nell'incisione a bulino Campo San Piero Veduto dalla Parte di Ponente di Vincenzo Coronelli (1708 circa).
Le successive visiti pastorali descrivono nuovamente aspetto, modifiche e composizione. In quella del 1744 la chiesa risulta essere fornita di due campane.
Nel 1822 il campanile venne definito come bisognoso di restauro, operazione che dovette attendere fino al 1834. Proprio durante questo restauro la cuspide venne sostituita dal cupolino, il quale si può vedere ancora oggi. Nel 1837 il numero di campane passò da due a quattro.
Nel 1900, in occasione dell'Anno Santo, venne nuovamente restaurato. In questa occasione venne realizzata una finestra a nord del campanile stesso.
Una fotografia mostra il 23 luglio 1943 due campane rimosse dal campanile per essere donate nell'ambito della campagna “Bronzo alla patria”. La caduta del regime fascista, avvenuta solo due giorni dopo, impedì che le campane fossero distrutte e queste vennero successivamente ricollocate sul campanile.

### Interno
La chiesa ha pianta a croce latina immissa.
Gli interni sono organizzati in tre navate. 
Il soffitto è piano tranne in corrispondenza dell'altare maggiore, dove la volta è a crociera.
L'altare maggiore è caratterizzato da un soffitto con una volta a crociera, dove sono presenti due vetrate ai lati. 

#### Aula
Varcato il portale d'accesso, ci si trova in un ambiente a tre navate: quella centrale è molto più ampia di quelle laterali, suddivisa da cinque pilastri a fascio collegati tra loro da archi a tutto sesto e sollevati da un basamento. 
Sul soffitto della navata centrale è presente la tela “Assunzione della Vergine Maria” attribuita a Sebastiano Ricci risalente al XVII secolo.
Alle pareti, è presente una Via Crucis lignea degli anni cinquanta del Novecento.
Le controporte interne vennero donate come ex voto per la guarigione da una malattia.
La maggior parte della pavimentazione dell'aula è ascrivibile al restauro del 1673.
Osservando il pavimento si possono notare tonalità diverse, simbolo degli ampliamenti effettuati nel corso della storia.
Appena entrati, davanti alla porta maggiore sono visibili due piastrelle di color grigio che indicano la posizione delle due colonne che sostenevano la cantoria e l'organo, demoliti nel corso del restauro del 1923.

#### Controfacciata
Sulla controfacciata troviamo l'opera: Madonna in Trono col Bambino tra i Santi patroni della Parrocchia: San Marco Evangelista, San Giovanni Battista, San Girolamo, Sant'Antonio da Padova e San Giorgio. L'opera è attribuita a Dario Varotari il Vecchio e risale al 1570 ca.
Al centro dell'opera, come nell'iconografia tipica della sacra conversazione, troviamo la Vergine col bambino, il quale, in piedi, si trova all'incirca alla stessa altezza della Madre e sembra conversare con San Marco. La Vergine ha appoggiato sulle gambe un mantello blu rifinito d'oro. Partendo da destra si possono individuare San Giorgio, in primo piano, raffigurato come un soldato martire che sta poggiando il suo piede sul mostro appena sconfitto, dietro di lui si vedono Sant'Antonio da Padova riconoscibile dal saio e San Girolamo rappresentato come un anziano con la barba lunga. A sinistra, invece, sono presenti San Giovanni Battista in primo piano, riconoscibile dal suo lungo bastone con la scritta “Ecce agnus Dei” (ecco l'agnello di Dio), dai suoi abiti e dall'agnello che si tiene vicino, e San Marco Evangelista con il Vangelo in mano che guarda Gesù bambino. 
L'ambiente rappresentato è poco illuminato, così come solito negli sfondi delle pitture veneziane del Cinquecento che attraverso la pittura tonale ponevano in luce gli incarnati delle figure lasciando in ombra lo sfondo. Infatti non si riesce a vedere bene il soffitto che sembra avere un tocco d'oro. La parte centrale inferiore è totalmente occupata da trono della Madonna, coperto da un telo nero e con una scalinata dove poi si collocano i santi.

#### Navata laterale destra
La struttura attuale risale all'ampliamento del 1923 nel quale le pareti delle due cappelle e dell'altare allora esistenti vennero demolite, portando alla creazione della piccola navata.
Dall'entrata principale, in direzione dell'altare maggiore, sono presenti:
- un confessionale ligneo (antecedente al 1744)
- un altare dedicato alla Divina Misericordia, con dipinti rappresentanti: Gesù misericordioso, Santa Faustina (della quale la chiesa conserva una reliquia) e Giovanni Paolo II
- un recente sacello dedicato al Beato Carlo Acutis
- un altare, risalente al 1875, dedicato al Sacro Cuore di Gesù
- l'entrata laterale est
- l'altare dedicato a San Valentino[non chiaro] , risalente al XVII secolo, in marmo policromo. Presso l'altare è conservata una reliquia del Santo.[22]

#### Navata laterale sinistra
Come per la navata destra, la struttura attuale risale all'ampliamento del 1923 nel quale le pareti delle due cappelle e dell'altare allora esistenti vennero demolite, portando alla creazione della piccola navata.
Dall'entrata principale, in direzione dell'altare maggiore, sono presenti:
- un confessionale ligneo (antecedente al 1744).
- il battistero, posto nella posizione attuale nel 1898, ma di origine più antica,
- un altare, risalente al 1909, dedicato ai Santi: San Giovanni Maria Vianney (in alto), Sant'Antonio, San Giuseppe, San Giovanni Bosco (in basso),
- l'entrata laterale ovest,
- l'altare dedicato alla Vergine Maria, risalente al XVII secolo, in marmo policromo.[22]

Presso gli altari laterali prossimi al presbiterio, rispettivamente, a sinistra dell'altare di San Valentino , e a destra dell'altare della Vergine Maria, sono presenti le opere di maggior pregio di tutta la chiesa: due affreschi di inizio Cinquecento attribuibili a Jacopo da Ponte, che rappresentano il Cristo Risorto (presso l'altare di San Valentino) e la Natività (presso l'altare della Vergine Maria). Si assume che questi due dipinti fossero parte di un ciclo di quattro o sei affreschi, rappresentanti eventi salienti della vita di Cristo, che originariamente decoravano le pareti di quelli che oggi sono gli altari laterali.

#### Parete di fondo
Nella parete di fondo, ai lati dell'arco del presbiterio, sono presenti due affreschi risalenti al XV secolo, forse facenti parte di due altari.
L'affresco a destra, sopra la porta della sagrestia rappresenta il Corpus Christi.
L'affresco sulla sinistra rappresenta decorazioni geometriche e floreali e si assume essere parte di un altare dedicato a Santa Lucia.

#### Presbiterio e abside
Il presbiterio è posto nel nucleo originale della chiesa (1450 circa), mentre l'abside, particolarmente profonda, venne edificata in due interventi successivi (XVII secolo e 1923).
L'altare maggiore è in marmo policromo e risale al XVII secolo.
Ai lati dell'altare sono presenti due angeli (1923), rivolti verso il tabernacolo, e un crocifisso del Settecento.
Sotto il presbiterio, nel 1677, venne sepolto Vittore Bondumier, patrizio veneziano che finanziò il primo l'allungamento dell'abside (XVII secolo) e possessore di numerose proprietà a Camposampiero. La pietra sepolcrale è visibile ancora oggi.
Presso il presbiterio sono collocate diverse opere: 
- tela Santa Lucia con San Rocco, San Sebastiano e altri Santi (parete destra),
- tela Beata Vergine Assunta tra i Santi Agostino e Monica con altri Santi e Apostoli (parete sinistra)
- tela l'Evangelista Marco opera attribuita a Sebastiano Ricci risalente al XVII secolo (tela posta nella volta del presbiterio).[20]

Alcuni affreschi non visibili, risalenti al fine del XV - inizio XVI secolo, rappresentanti evangelisti e santi, sono posti sui resti dell'antica cupola sopra al presbiterio e nascosti dal controsoffitto.

#### Organo
L'organo è posto presso l'abside, alle spalle del paliotto dell'altare maggiore.
Durante la storia della chiesa sono stati presenti tre organi. Il primo risalente al 1776, era posto nella cantoria sopraelevata, posta sulla controfacciata. Entrambi vennero demoliti nel 1923 a causa dell'ampliamento della chiesa. Il secondo costruito da Raffaele de Feo nel 1853 venne acquisito dalla chiesa dopo il 1923, è ora collocato nel Battistero del Duomo di Padova. Il terzo, quello attuale, fu donato nel 1963 da don Sante Bordin.